# Prolaphystiopsis platyceras
Prolaphystiopsis platyceras is een vlokreeftensoort uit de familie van de Laphystiopsidae. De wetenschappelijke naam van de soort is voor het eerst geldig gepubliceerd in 1931 door Schellenberg.